# فهرست ترکیب‌های معدنی
این صفحه فهرست ترکیبات معدنی است.

## آ
- آب – H۲O
- آرسنیک تری‌اکسید – As۲O۳
- آرسین – AsH۳
- آلومینیم آنتیموان – AlSb
- آلومینیم آرسنید – AlAs
- آلومینیم اکسید – Al۲O۳
- آلومینیم سولفات – Al۲(SO۴)۳
- آلومینیم فسفید – AlP
- آلومینیم فلورید – AlF۳
- آلومینیم کلرید – AlCl۳
- آلومینیم نیترات – Al(NO۳)۳
- آلومینیم نیترید – AlN
- آلومینیم هیدروکسید – Al(OH)۳
- آمونیاک – NH۳
- آمونیم برمید – NH۴Br
- آمونیم بی‌کربنات – NH۴HCO۳
- آمونیم تتراسولفوسیانات ‌دی ‌آمین‌ کرومات (III) – NH۴[Cr(SCN)۴(NH۳)۲]
- آمونیم سولفات – (NH۴)۲SO۴
- آمونیم فلوئورید – NH۴F
- آمونیم کلرید – NH۴Cl
- آمونیم نیترات – NH۴NO۳
- آمونیم هیدروکسید – NH۴OH
- آمونیم یدید – NH۴I
- آنتیموان پنتافلورید – SbF۵
- آنتیموان پنتاکلرید – SbCl۵
- آنتیموان تری‌اکسید – Sb۲O۳
- آنتیموان هیدرید – SbH۳
- آنتیموانین – SbH۳
- آهن (II) اکسید – FeO
- آهن (II٬III) اکسید – Fe۳O۴
- آهن (III) اکسید یا هماتیت – Fe۲O۳
- آهن (II) کلرید – FeCl۲
- آهن (III) کلرید – FeCl۳
- آهن (III) نیتریت – Fe(NO2)۳
- آهن(III) هگزاسیانوفرات(II) – Fe۴[Fe(CN)۶]۳

## الف
- ارانیل نیترات – UO۲(NO۳)۲
- اربیم ایریدیم – ErIr
- اربیم طلا – ErAu
- اربیم (III) کلرید – ErCl۳
- اربیم مس – ErCu
- اربیم نقره – ErAg
- اروپیم (III) کلرید – EuCl۳
- ازن – O۳
- استرانسیم تیتانات – SrTiO۳
- استرانسیم کلرید – SrCl۲
- استرانسیم نیترات – Sr(NO۳)۲
- اسکاندیم اکسید – Sc۲O۳
- اسکاندیم تریفلات – Sc(OSO۲CF۳)۳
- اسکاندیم کربنات – Sc(co)۳
- اسکاندیم فلورید – ScF۳
- اسکاندیم کلرید – ScCl۳ and hydrate
- اسکاندیم نیترات – Sc(NO۳)۳
- اسمیم تترا اکسید – OsO۴
- اسمیم تری اکسید - OsO۳
- اکسیژن دی ‌فلورید – OF۲
- اورتوفسفریک اسید (فسفریک اسید عادی) – H۳PO۴
- ایتریم(III) آرسنید – YAs
- ایتریم آلومینیم گارنت – Y۳Al۵O۱۲بز
- ایتریم(III) آنتیموانید – YSb
- ایتریم آهن گارنت – Y۳Fe۵O۱۲
- ایتریم (III) اکسید – Y۲O۳
- ایتریم ایریدیوم – YIr
- ایتریم باریم مس اکسید – YBa۲Cu۳O۷
- ایتریم(III) برمید – YBr۳
- ایتریم رودیم – YRh
- ایتریم روی – YZn
- ایتریم (III) سولفید – Y۲S۳
- ایتریم طلا – YAu
- ایتریم (III) فلورید – YF۳
- ایتریم کادمیوم – YCd
- ایتریم(III) کلرید – YbCl۳
- ایتریم مس – YCu
- ایتریم منیزیوم – YMg
- ایتریم نقره – YAg
- ایریدیم (Iv) کلرید - IrCl۴
- ایندیم (III) آنتیموانید – InSb
- ایندیم (III) سلنید – InAs
- ایندیم (III) فسفید – InP
- ایندیم (I) کلرید - InCl
- ایندیم نیترید – InN

## ب
- بوریک اسید – H۳BO۳
- باریوم کلرید – BaCl۲
- باریوم کرومات – BaCrO۴
- باریوم سودا – NaHCO۳
- باریوم هیدروکسید – Ba(OH)۲
- باریوم یدید – BaI۲
- باریوم نیترات – Ba(NO۳)۲
- باریوم سولفات – BaSO۴
- باریوم تیتانات – BaTiO۳
- برلیوم هیدرکسید– Be(OH)۲
- برلیوم اکسید – BeO
- اکسید بیسموت (۳) – Bi۲O۳
- بیسموت تلورید (۳) – Bi۲Te۳
- بوران – دی‌بوران: B۲H۶، پنتابوران: B۵H۹ دکابوران: B۱۰H۱۴
- بوراکس – Na۲B۴O۷·۱۰H۲O
- برن کربید – B۴C
- برن نیترید – BN
- برن اکسید – B۲O۳
- برن ساب‌اکسید – B۶O
- برن تری‌کلرید – BCl۳
- برن تری‌فلورید – BF۳
- برمین پنتافلورید – BrF۵
- برمین تری‌فلورید – BrF۳

## پ
- پلاتین (II) کلرید – PtCl۲
- پلاتین (IV) کلرید – PtCl۴
- پلاتین (III) کلرید – PuCl۳
- پلوتونیم دی اکسید (پلوتونیم (IV) اکسید) – PuO۲
- پراسئودیمیم (III) کلرید – PrCl۳
- پروتونیم – H۳O+
- پیروسولفوریک اسید – H۲S۲O۷
- پتاسیم آلومینیوم فلوئورید – KALF۴
- پتاسیم بورات – K۲B۴O۷•۴H۲O
- پتاسیم برومید – KBr
- پتاسیم کربنات – K۲CO۳
- پتاسیم کلرات – KClO۳
- پتاسیم کلرید – KCl
- پتاسیم فری اگزالات – K۳[Fe(C۲O۴)۳]
- پتاسیم هیدروژن کربنات – KHCO۳
- پتاسیم هیدروژن فلورید – HF۲K
- پتاسیم هیدروکسید – KOH
- پتاسیم یدید – KI
- پتاسیم مونوپرسولفات – K۲SO۴·KHSO۴·۲KHSO۵
- پتاسیم نیترات – KNO۳
- پتاسیم پر برمات – KBrO۴
- پتاسیم پر کلرات – KClO۴
- پتاسیم پر منگنات – KMnO۴
- پتاسیم سولفات – K۲SO۴
- پتاسیم سولفید – K۲S
- پتاسیم تیتانیل فسفات – KTiOPO۴
- پتاسیم وانادات – KVO۳
- پالادیوم (۲) کلرید – PdCl۲
- پالادیوم (۲) نیترات – Pd(NO۳)۲
- پنتا بوران – B۵H۹
- پنتا سولفید آنتیموان – Sb۲S۵
- پرکلریک اسید – HClO۴
- پرکلریل فلوئورید – ClFO۳
- پرسولفوریک اسید (Caro's acid) – H۲SO۵
- پرزنیک اسید – H۴XeO۶

## ت
- تری اورانیم اکتا اکسید (پیچبلند، کیک زرد) U۳O۸
- تانتالیم کاربید – TaC
- تانتالیم (V) اکسید – Ta۲O۵
- تلوریک اسید – H۶TeO۶
- تلوریم دی‌اکسید – TeO۲
- تلوریم تتراکلرید – TeCl۴
- تلورو اسید – H۲TeO۳
- تربیوم (III) کلرید – TbCl۳
- تترا بوران – B۴H۱۰
- تتراکلروآئوریک اسید – AuCl۳
- تترافلوروئو هیدرازین – N۲F۴
- تتراآمین مس (II) سولفات – [Cu(NH۳)۴]SO۴
- تتراسولفور تترانیترید – S۴N۴
- تالیم (I) کربنات – Tl۲CO۳
- تالیم (I) فلورید – TlF
- تالیم (III) اکسید Tl۲O۳
- تالیم (III) سولفات Tl۲(SO۴)۲
- تیونیل کلرید – SOCl۲
- تیوفسژن – CSCl۲
- تیوفسفریل کلرید – Cl۳PS
- توریم دی اکسید – ThO۲
- تالیوم (IV) کلرید – TmCl۳
- تیتانیوم بورید – TiB۲
- تیتانیوم کاربید – TiC
- تیتانیوم دی‌اکسید TiO۲
- تیتانیوم دی‌اکسید(بتا) TiO۲
- تیتانیوم نیترید – TiN
- تیتانیوم (IV) برومید TiBr۴
- تیتانیوم (IV) کلرید TiCl۴
- تیتانیوم (III) کلرید – TiCl۳
- تیتانیوم (II) کلرید – TiCl۲
- تیتانیوم (IV) یدید TiI۴
- تری فلوئورو متیل ایزوسیانید – C۲NF۳
- تری فلوئورو متان سولفونیک اسید – CF۳SO۳H
- تری متیل فسفین – C۳H۹P
- تری اکسیدان – H۲O۳
- تری پتاسیم فسفات – K۳PO۴
- تنگستن کاربید – WC
- تنگستن (IV) کلرید – WCl۶
- تنگستن (IV) فلورید – WF۶
- تنگستنید اسید – H۲WO۴
- تنگستن هگزا کربنیل – W(CO)۶

## ج
- جیوه (II) کلرید – Hg۲Cl۲
- جیوه (II)کلرید – HgCl۲
- جیوه فولمینات – Hg(ONC)۲
- جیوه سلنید – HgSe
- جیوه (I) سولفات – Hg۲SO۴
- جیوه (II) سولفات – HgSO۴
- جیوه (II) سولفید – HgS
- جیوه (II) تلورید – HgTe

## د
- دکابوران – B۱۰H۱۴
- دی بوران – B۲H۶
- دی کلرو سیلان – SiH۲Cl۲
- دی نیتروژن پنتوکسید (نیترونیوم نیترات) – N۲O۵
- دی سیلان – Si۲H۶
- دسپرونسیوم (۳) کلرید – DyCl۳
- دی پتاسیم دی کروم (III) سولفات ۲۴ آبه; K۲SO۴Cr۲(SO۴)۳.۲۴H۲O
- دی پتاسیم دی آلومینیوم سولفات ۲۴ آبه– K۲SO۴.Al۲(SO۴)۳·۲۴H۲O
- دی گوگرد دی کلرید  S2 Cl2

## ر
- روی برومید – ZnBr۲
- روی کربنات – ZnCO۳
- روی کلرید – ZnCl۲
- روی سیانید – Zn(CN)۲
- روی فلورید – ZnF۲
- روی یدید – ZnI۲
- روی اکسید – ZnO
- روی سلنید – ZnSe
- روی سولفات – ZnSO۴
- روی سولفید – ZnS
- روی تلورید – ZnTe
- رایدوم کلرید – RaCl۲
- رایدوم دی‌فلورید – RnF۲
- رودیم (۳) کلرید – RhCl۳
- روبیدیوم برومید – RbBr
- روبیدیوم کلرید – RbCl
- روبیدیوم فلورید – RbF
- روبیدیوم هیدروکسید – RbOH
- روبیدیوم یدید – RbI
- روبیدیوم نیترات – RbNO۳
- روبیدیوم اکسید – Rb۲O
- روبیدیومم تلورید – Rb۲Te
- روتنیوم تتروکسید – RuO۴

## ز
- زیرکونیوم هیدرات – ZrO۲.nH۲O
- زیرکونیوم کاربید – ZrC
- زیرکونیوم (۴) کلرید – ZrCl۴
- زیرکونیوم نیترید – ZrN
- زیرکونیوم هیدروکسید – Zr(OH)۴
- زیرکونیوم(۴) اکسید – ZrO۲
- زیرکونیوم اورتوسیلیکات – ZrSiO۴
- زیرکونیوم تتراهیدروکسید – H۴O۴Zr
- زیرکونیوم تنگستن – ZrW۲O۸
- زنیک اسید – H۲XeO۴

## ژ
- ژرمانیوم (۴) هیدرید – GeH۴
- ژرمنیوم (۳) هیدرید – Ge۲H۶
- ژرمانیوم (۲) فلورید – GeF۲
- ژرمانیوم (۴) فلورید – GeF۴
- ژرمانیوم (۲) کلرید – GeCl۲
- ژرمانیوم (۴) کلرید – GeCl۴
- ژرمانیوم (۲) برومید – GeBr۲
- ژرمانیوم (۴) برومید – GeBr۴
- ژرمانیوم (۲) یدید – GeI۲
- ژرمانیوم (۴) یدید – GeI۴
- ژرمانیوم (۲۹ اکسید – GeO
- ژرمانیوم (۴) اکسید – GeO۲
- ژرمانیوم (۲) سولفید – GeS
- ژرمانیوم (۴) سولفید – GeS۲
- ژرمانیوم (۲) سلنید – GeSe
- ژرمانیوم (۴) سلنید – GeSe۲
- ژرمانیوم تلورید – GeTe
- ژرمانیوم (۴) نیترید – Ge۳N۴

## س
- ساماریوم (IV) کلرید – SmCl۳
- ساماریوم (II) یدید – SmI۲
- سدیم آمید – NaNH۲
- سدیم اگزالات - Na۲C۲O۴
- سدیم بوروهیدرید – NaBH۴
- سدیم برمات – NaBrO۳
- سدیم برمید – NaBr
- سدیم پرکربنات – ۲Na۲CO۳.۳H۲O۲
- سدیم تلورید – Na۲TeO۳
- سدیم سولفات – Na۲SO۴
- سدیم سولفیت – Na۲SO۳
- سدیم سولفید – Na۲S
- سدیم سیلیکات – Na۲SiO۳
- سدیم سیانید – NaCN
- سدیم فسفات – Na۳PO۴
- سدیم فروسیانید – Na۴Fe(CN)۶
- سدیم کربنات – Na۲CO۳
- سدیم کلرات – NaClO۳
- سدیم کلرید – NaCl
- سدیم مونو فلوئورو فسفات (MFP) – Na۲PFO۳
- سدیم نیترات – NaNO۳
- سدیم نیتریت – NaNO۲
- سدیم هیدروژن سولفید – NaSH
- سدیم هیدروژن کربنات (Sodium bicarbonate) – NaHCO۳
- سدیم هیدروکسید – NaOH
- سدیم هیدرید – NaH
- سدیم یدید – NaI
- سزیم بیکربنات – CsHCO۳
- سزیم فلورید – CsF
- سزیم کربنات – Cs۲CO۳
- سزیم کرومات – Cs۲CrO۴
- سزیم کلرید – CsCl
- سریم آلومینیوم – CeAl
- سریم(III) برومید – CeBr۳
- سریم تالیوم – CeTl
- سریم جیوه – CeHg
- سریم روی – CeZn
- سریم (IV) سولفات – Ce(SO۴)۲
- سریم کادمیوم – CeCd
- سریم کلرید(III) – CeCl۳
- سریم منیزیوم – CeMg
- سریم نقره – CeAg
- سرب(II) اکسید – PbO
- سرب(IV) اکسید – PbO۲
- سرب(II) تلورید – PbTe
- سرب(II) زیرکونات تیتانات – Pb[TixZr۱-x]O۳
- سرب(II) سلنید – PbSe
- سرب(II) سولفات – Pb(SO۴)
- سرب(II) سولفید – PbS
- سرب(II) فسفات – Pb۳(PO۴)۲
- سرب(II) کربنات – Pb(CO۳)
- سرب(II) کلرید – PbCl۲
- سرب(II) نیترات – Pb(NO۳)۲
- سرب(II) یدید – PbI۲
- سلنو اسید – H۲SeO۳
- سلنیوم تری‌اکسید – SeO۳
- سلنیوم دی‌اکسید – SeO۲
- سلنیک اسید – H۲SeO۴
- سولفامیک اسید – H۳NO۳S
- سولفورو اسید – H۲SO۳
- سولفوریک اسید – H۲SO۴
- سولفوریل کلرید – SO۲Cl۲
- سیانوریک کلرید – C۳Cl۳N۳
- سیانوژن – (CN)۲
- سیانوژن کلرید – CNCl
- سیلان – SiH۴
- سیلیسیک اسید – [SiOx(OH)۴-۲x]n
- سیلیکا ژل – SiO۲·nH۲O
- سیلیکوفلوئوریک اسید – H۲SiF۶
- سیلیکوکلروفرم – Cl۳HSi
- سیلیکون دی‌اکسید – SiO۲

## ط
- طلا (۱) کلرید – AuCl
- طلا (۳) کلرید – AuCl۳
- طلا (۱،۳) کلرید – Au۴Cl۸
- طلا (۳) کلرید – (AuCl۳)۲
- طلا (۳) فلورید – AuF۳
- طلا (۵) فلورید – AuF۵
- طلا (۱) برومید – AuBr
- طلا (۳) برومید – (AuBr۳)۲
- طلا (۱) یدید – AuI
- طلا (۳) یدید – AuI۳
- طلا (۳) اکسید – Au۲O۳
- طلا (۱) سولفید – Au۲S
- طلا (۳) سولفید – Au۲S۳
- طلا (۳) سلنید – AuSe
- طلا (۳) سلنید – Au۲Se۳
- طلا دی‌تلورید – AuTe۲

## ف
- فنیل فسفین – C۶H۷P
- فسژن – COCl۲
- فسفین – PH۳
- فوسفیت – HPO۳۲-
- فسفومولیبدیک اسید – HMoNiO۶P-۴
- اسید فسفریک – H۳PO۴
- فسفرو اسید (فسفریک (III) اسید) – H۳PO۳
- فسفر پنتا برمید – PBr۵
- فسفر پنتا فلوئورید – PF۵
- فسفر پنتا سولفید – P۴S۱۰
- فسفر پنتوکسید (فسفر پنتا اکسید) – P۲O۵
- فسفر تری برمید – PBr۳
- فسفر تری کلرید – PCl۳
- فسفر تری فلوئورید – PF۳
- فسفر تری یدید – PI۳
- فسفوتنگستیک اسید – H۳PW۱۲O۴۰
- فلوئوریک اسید – FSO۲(OH)
- فنیل ارسین اکسید – (C۶H۵)AsO

## ق
- قلع (II) کلرید – SnCl۲
- قلع (II) فلورید – SnF۲
- قلع (IV) کلرید – SnCl۴

## ک
- کربنیک اسید – H۲CO۳
- کاکودیلیک اسید – (CH۳)۲AsO۲H
- کریپتون دی‌فلورید - KrF۲
- کادمیوم آرسنید – Cd۳As۲
- کادمیوم برومید – CdBr۲
- کادمیوم کلرید – CdCl۲
- کادمیوم فلورید – CdF۲
- کادمیوم یدید – CdI۲
- کادمیوم نیرات – Cd(NO۳)۲
- کادمیوم سلنید – CdSe
- کادمیوم سولفات – CdSO۴
- کادمیوم تلورید – CdTe
- کلسیوم کاربید – CaC۲
- کرومیک اسید – CrO۳
- کلسیوم کلرات – Ca(ClO۳)۲
- کلسیوم کلرید – CaCl۲
- کلسیوم کرومات – CaCrO۴
- کلسیوم سینامید – CaCN۲
- کلسیوم فلورید – CaF۲
- کلسیوم هیدرید – CaH۲
- کلسیوم هیدروکسید – Ca(OH)۲
- کلسیوم سولفات (سنگ گچ) – CaSO۴
- کربن دی‌اکسید – CO۲
- کربن دی‌سولفات – CS۲
- کربن مونوکسید – CO* کربن تتروبرمید – CBr۴
- کربن تتراکلرید – CCl۴
- کربن تترایدید – CI۴
- کربنویل فلورید – COF۲
- کربونیل سولفید – COS
- کربوپلاتین – C۶H۱۲N۲O۴Pt
- کروم(۳) کلرید – CrCl۳
- کروم(۲) کلرید – CrCl۲ (also chromous chloride)
- کروم(۳) اکسید – Cr۲O۳
- کروم(۴) اکسید – CrO۲
- کرومیوم تیروکسید (اسید کرومیک) – CrO۳
- کرومیل کلرید – CrO۲Cl۲
- سیس پلاتین (cis-platinum(II) chloride diammine – PtCl۲(NH۳)۲
- کبالت(۲) برومید – CoBr۲
- کبالت(۲) کلرید – CoCl۲
- کبالت(۲) کربنات – CoCO۳
- کبالت(۲) سولفات – CoSO۴

## گ
- گوگرد دی‌اکسید – SO۲
- گادولینیوم (۲) کلرید – GdCl۳
- گادولینیوم (۳) اکسید – Gd۲O۳
- گالیوم آنتیموان – GaSb
- گالیوم آرسنید – GaAs
- گالیوم (۳) کلرید – GaCl۳
- گالیوم نیترید – GaN
- گالیوم فسفید – GaP
- گزنون دی فلورید – XeF۲
- گزنون هگزافلوروپلاتینید – Xe[PtF۶]
- گزنون تترافلورید – XeF۴
- گزنون تتروکسید – XeO۴

## ل
- لانتانوم کربنات – La۲(CO۳)۳
- لانتانوم منیزیوم – LaMg
- لانتانوم آلومینیوم – LaAl
- لانتانوم روی – LaZn
- لانتنوم نقره – LaAg
- لانتانوم کادمیوم – LaCd
- لانتانوم نقره – LaHg
- لانتانوم تالیوم – LaTl
- لیتیوم آلومینیوم هیدرید – LiAlH۴
- لیتیوم برومید – LiBr
- لیتیوم کربنات (کربنات لیتیم) – Li۲CO۳
- لیتیوم کلرید – LiCl
- لیتیوم هیدرید – LiH
- لیتیوم هیدروکسید – LiOH
- لیتیوم یدید – LiI
- لیتیوم نیترات – LiNO۳
- لیتیوم سولفات – Li۲SO۴

## م
- مولیبدیک اسید – H۲MoO۴
- منیزیوم کربنات – MgCO۳
- منیزیوم کلرید – MgCl۲
- منیزیوم اکسید – MgO
- منیزیوم فسفات – Mg۳(PO۴)۲
- منیزیوم سولفات – MgSO۴
- منگنز (۴) اکسید (manganese dioxide) – MnO۲
- منگنز (۲) سولفات هیدرات – MnSO۴.H۲O
- منگنز (۲) کلرید – MnCl۲
- منگنز (۳) کلرید – MnCl۳
- منگنز (۴) فلورید – MnF۴
- منگنز (۲) فسفات – Mn۳(PO۴)۲
- مس(II) کربنات – CuCO۳
- مس(I) کلرید – CuCl
- مس(II) کلرید – CuCl۲
- مس(II) هیدروکسید – Cu(OH)۲
- مس(II) نیترات – Cu(NO۳)۲
- مس(I) اکسید – Cu۲O
- مس(II) اکسید – CuO
- مس(II) سولفات – CuSO۴
- مس(I) سولفید – Cu۲S
- مس(II) سولفید – CuS
- مولیبدن تیروکسید – MoO۳
- مولبدنیوم دی‌سولفید – MoS۲
- مولیبدن هگزاکربونیل – C۶O۶Mo
- متافسفریک اسید – HPO۳

## ن
- نئودیدمیوم (۳) کلرید – NdCl۳
- نیکل (۲) کربنات – NiCO۳
- نیکل (۲) کلرید – NiCl۲ and hexahydrate
- نیکل (٬) هیدروکسید – Ni(OH)۲
- نیکل (۲) نیترات – Ni(NO۳)۲
- نیکل (۲) اکسید – NiO
- نیتروسولفوریک اسید – NOHSO۴
- نیترو اسید – HNO۲
- نیتریک اسید – HNO۳
- نقره کلرید – AgCl
- نقره (۱) فلورید – AgF
- نقره (۲) فلورید – AgF۲
- نقره یدید – AgI
- نقره نیترات – AgNO۳
- نقره سولفید – Ag۲S
- نیوبیوم تتراکلرید – NbCl۵
- نیتریک اکسید – NO
- نیتروژن دی‌اکسید – NO۲
- نیتریک اکسید – N۲O

## و
- وانادیم کاربید – VC
- وانادیم (V) اکسید تری کلرید VOCl۳
- وانادیم (IV) کلرید – VCl۴
- وانادیم (II) کلرید – VCl۲
- وانادیم (II) اکسید – VO
- وانادیم (III) نیترید – VN
- وانادیم (III) برومید – VBr۳
- وانادیم (III) کلرید – VCl۳
- وانادیم (III) فلورید – VF۳
- وانادیم (IV) فلورید – VF۴
- وانادیم (III) اکسید – V۲O۳
- وانادیم (Iv) اکسید – VO۲
- وانادیم (IV) سولفات – VOSO۴
- وانادیم (V) اکسید – V۲O۵
- واکنشگر نسلر – K۲[HgI۴]

## ه
- هیدروآزوئیک اسید – HN۳
- هیدروبرومیک اسید – HBr
- هیدروکلریدریک اسید – HCL
- هیدرویدیک اسید – HI
- هیدروژن برومید – HBr
- هیدروژن کلرید – HCl
- هیدروژن فلورید – HF
- هیدروژن پراکسید – H۲O۲
- هیدروژن سلنید – H۲Se
- هیدروژن سولفید – H۲S
- هیدروژن تلورید – H۲Te
- هافنیوم فلورید
- هافنیوم تتراکلرید – HfCl۴
- هیدرازین – N۲H۴
- هیدروکسیل آمین – NH۲OH
- هیپو کلرو اسید – HClO
- هیپو فسفرو اسید – H۳PO۲
- هیدروژن سولفید – H۲S
- هگزافلورید اورانیوم – UF۶

## ی
- یدیک اسید – HIO۳
- یدین هپتافلورین – IF۷
- یدین پنتافلورین – IF۵
- یدین منوکلرین – ICl